# Leonhard Paul

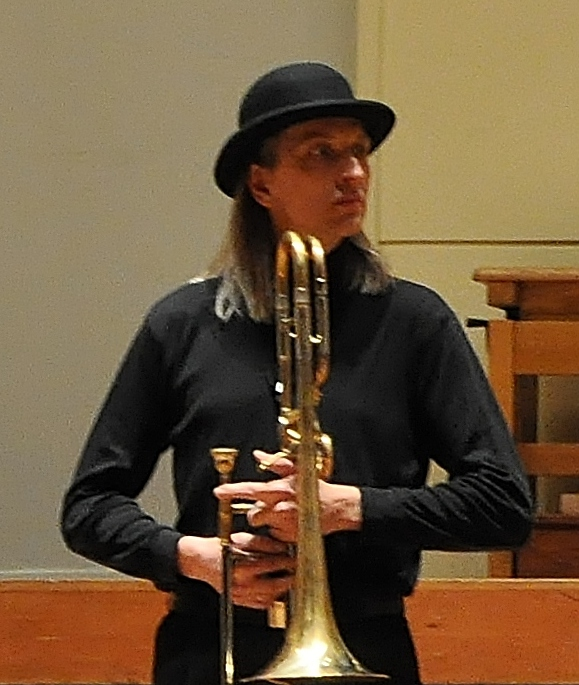
Leonhard Paul, 2012

Leonhard Paul (* 16. April 1967 in Wien) ist ein österreichischer Posaunist und Basstrompeter. Er ist außerdem als Komponist sowie Arrangeur tätig und ist Hochschullehrer an der Universität für Musik und darstellende Kunst Wien.

## Werdegang
Leonhard Paul wurde in Wien geboren und wuchs in Mödling auf. Dort besuchte er das Gymnasium Keimgasse.
Von 1986 bis 1990 studierte Paul Instrumentalpädagogik Posaune an der Hochschule für Musik und darstellende Kunst in Wien und absolvierte im Juni 1990 die Lehrbefähigungsprüfung mit ausgezeichnetem Erfolg. Von 1989 bis 1993 absolvierte er ebenda ein Konzertfachstudium Posaune, das er mit der Diplomprüfung im Oktober 1993 ebenfalls mit ausgezeichnetem Erfolg abschloss. Am Konservatorium der Stadt Wien studierte er zudem von 1990 bis 1994 Jazzposaune bei Erich Kleinschuster. Auch hier legte er die Diplomprüfung im Juli 1994 mit ausgezeichnetem Erfolg ab.
Paul wirkt als Substitut bei den Wiener Symphonikern und im Orchester der Vereinigten Bühnen Wien. Als Mitglied des Orchesters Wiener Akademie und des Ensemble Tonus sowie bei Konzerten des Concentus Musicus Wien spielt Paul Barockposaune. Darüber hinaus ist er Mitglied des Salonorchesters Alhambra und des Austrian Jazzorchestras.
Des Weiteren ist er Mitbegründer der Wiener Bläsergruppe Mnozil Brass, für die er komponiert und arrangiert und in der er Posaune und Basstrompete spielt. Mit dem Trompeter Thomas Gansch und dem Tubisten Albert Wieder bildet er das Trio Wieder, Gansch & Paul, das im Rahmen der Amadeus-Verleihung 2020 in der Kategorie Jazz/World/Blues nominiert wurden.
Von 1992 bzw. 1993 bis 2005 unterrichtete er an den Musikschulen Mürzzuschlag und Tulln; seit 2005 hat er einen Lehrauftrag an der Musikuniversität Wien für Blechbläserkammermusik und Barockposaune sowie Posaune mit Schwerpunkt Popularmusik. Am 1. Oktober 2019 übernahm Paul die Leitung des Joseph-Haydn-Instituts für Kammermusik, Alte und Neue Musik (seit Oktober 2020 Joseph-Haydn-Instituts für Kammermusik und Neue Musik).

## Auszeichnungen
Im Jahr 2011 erhielt er den Lichtenburgpreis des Musikantenlandes.